# Liste von Psychiatrien in Thüringen
Die Liste von Psychiatrien in Thüringen ist eine unvollständige Liste und erfasst ehemalige und aktuelle psychiatrische Fachkliniken des Landes Thüringen.

## Liste
In chronologischer Reihenfolge:
| Name                                                 | Ort                  | Gründung | Bemerkungen                                                                                                  | Bild |
| ---------------------------------------------------- | -------------------- | -------- | --- | ---- |
| Katholisches Krankenhaus „St. Johann Nepomuk“        | Erfurt               | 1735     | |      |
| Landesheilanstalt Blankenhain                        | Blankenhain          | 1840     | Der Betrieb als Psychiatrie endete 1941.                                                                     |      |
| Asklepios Fachklinikum Stadtroda                     | Stadtroda            | 1848     | Gegründet unter anderem als „Heil- und Pflegestätte für Geisteskranke des Herzogtums Sachsen-Altenburg“.     |      |
| Helios Fachkliniken Hildburghausen                   | Hildburghausen       | 1866     | |      |
| Ökumenisches Hainich-Klinikum Mühlhausen             | Mühlhausen/Thüringen | 1912     | Gegründet als „Preußische Landesheil- und Pflegeanstalt“, später „Landesheil- und Pflegeanstalt Pfafferode“. |      |
| Psychiatrische Abteilung der Universitätsklinik Jena | Jena                 | 1879     | |      |